# Beatriu de Coïmbra i d'Urgell
L'infanta Beatriu de Coïmbra i d'Urgell (Coïmbra, 1435 – Bruges, 1462), coneguda com a «dona Brites» fou una noble portuguesa, membre de la casa reial catalana, que va esdevenir senyora de Clèveris-Ravenstein després de casar-se amb Adolf de Clèveris i de La Mark, senyor de Clèveris.

## Orígens familiars
Beatriu fou la cinquena filla de Pere de Coïmbra, regent de Portugal, i la seva muller, Elisabet d'Urgell-Aragó. Era doncs neta de Jaume II d'Urgell el Dissortat i besneta de Pere el Cerimoniós. Per això, el seu germà gran fou proclamat rei Pere IV de Catalunya a partir de 1463 i fins a la mort, per part d'una Generalitat que entrà en guerra amb el trastàmara Joan II.
Membre de la Dinastia Avís per línia paterna, fou neta del rei Joan I de Portugal i de Felipa de Lancaster. Entre els seus germans, a més a més del rei Pere IV de Catalunya, hi trobem el rei Joan de Xipre, la reina Isabel de Portugal, el cardenal Jaume de Coïmbra i la Infanta Felipa de Coimbra, considerada la segona muller de Cristòfor Colom.

## Biografia

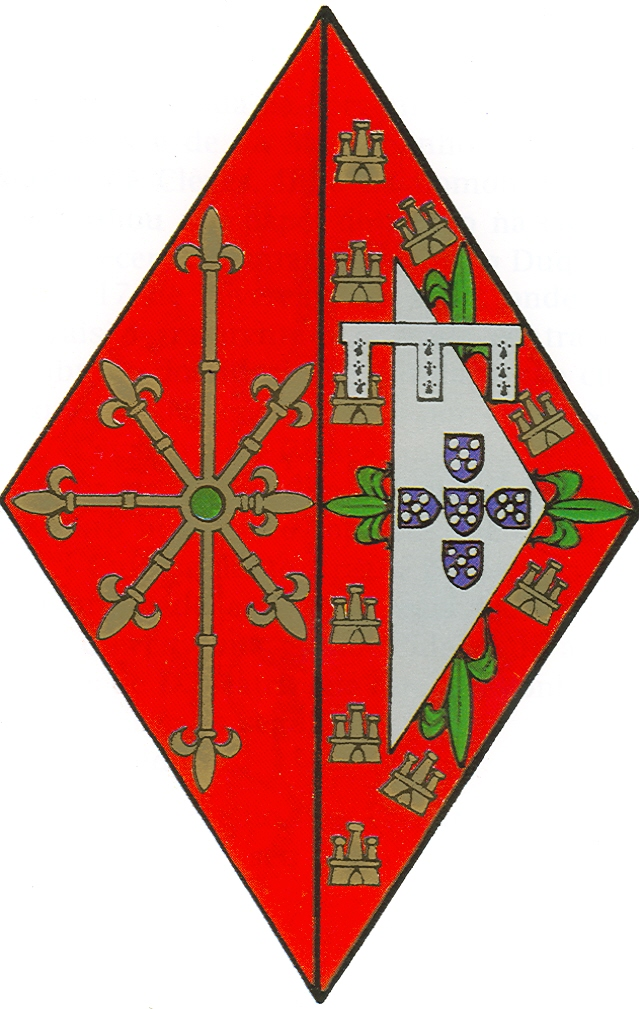
Armes personals de Beatriu, amb un carboncle d'or sobre vermell a l'esquerra, escut dels Clèveris; i amb les armes dels Coïmbra a la dreta.

Beatriu nasqué a Coïmbra el 21 de novembre de 1435, en una de les famílies més cultivades del moment. En només tres anys morí l'oncle, el rei Duarte I de Portugal, i Pere de Coïmbra es va imposar com a regent, durant la minoria d'edat del futur rei Alfons V.
El 1448 s'acabà la regència d'en Pere, i l'any següent morí derrotat en la batalla d'Alfarrobeira, en una guerra civil que va intentar d'evitar. El rei Alfons V havia acusat Pere de Coïmbra de conspiració.
A conseqüència de la mort del pare, Beatriu fou empresonada, amb només catorze anys. Es va exiliar amb els seus germans Joan i Jaume a la cort de Borgonya, sota la protecció de la tia Isabel d'Avís, casada amb Felip el Bo, duc de Borgonya i comte de Flandes. Va arribar al comtat de Flandes, molt probablement per l'avantport de Bruges a la ciutat de Sluis. En els seus records, Oliver de la Marche, el capità de la guardia de Carles el Temerari en diu que era una dona «sàvia i virtuosa». Segons el canonge Joseph Laenen, s'adaptava a la moda ostentosa de la cort borguinyona, però a sota sempre portava el cilici. A més, practiva la mortificació, donava molt als pobres i quan son espòs era de viatge hauria dormit a un senzill llit de palla.
El 13 de maig de 1453 es casà a Gant amb Adolf de Clèveris, (28 juny 1425 - 18 setembre 1492) Senyor de Ravenstein i de la Marca, que també era nebot dels ducs de Borgonya, en ser fill d'Adolf I, duc de Clèveris, i Maria de Borgonya, germana de Felip el Bo. Van tenir dos fills Felip de Clèveris, senyor de Ravenstein (1456-1528) i Lluïsa (1457-1458) mort amb un any. Se sol parlar de Felip com el seu fill únic.
Beatriu morí el 1462, amb només vint-i-set anys, a la ciutat de Bruges, «després d'una llarga malaltia dolorosa». Hi ha rumors que va ser enverinada, tot i que no se'ls poden confirmar. La cort hauria amagat la mort a Felip de Borgonya, que el mateix era molt malalt quan Beatriu va morir, per por que la commoció li hauria sigut fatal. El 1470 Adolf es va tornar a casar amb Anna de Borgonya, una filla borda del duc de Borgonya.